# Fülöp-szigeteki uhu
A Fülöp-szigeteki uhu (Bubo philippensis) a madarak osztályának bagolyalakúak (Strigiformes) rendjébe és a bagolyfélék (Strigidae) családjába tartozó faj.

## Rendszerezése
A fajt Johann Jakob Kaup német ornitológus írta le 1851-ben, a Pseudoptynx nembe Pseudoptynx philippensis néven. Egyes szervezetek a Ketupa nembe sorolják Ketupa philippensis néven.

## Alfajai
- Bubo philippensis mindanensis (Ogilvie-Grant, 1906) - Samar, Leyte, Bohol és Mindanao
- Bubo philippensis philippensis (Kaup, 1851) - Luzon és Catanduanes[1]

## Előfordulása
Délkelet-Ázsiában, a Fülöp-szigetek tartozó Luzon, Catanduanes, Samar, Leyte, Bohol, Mindanao és esetleg Sibuyan szigetek területén honos. Természetes élőhelyei a szubtrópusi vagy trópusi síkvidéki esőerdők. Állandó, nem vonuló faj.

## Megjelenése
Testhossza 40 centiméter.

## Természetvédelmi helyzete
Az elterjedési területe nagy, egyedszáma 2500-9999 példány közötti és csökken. A Természetvédelmi Világszövetség Vörös listáján sebezhető fajként szerepel.